# Pribava
Pribava – wieś w Bośni i Hercegowinie, w Federacji Bośni i Hercegowiny, w kantonie tuzlańskim, w mieście Gračanica. W 2013 roku liczyła 2096 mieszkańców, z czego większość stanowili Boszniacy.